# Milionário (cantor)
Romeu Januário de Matos (Monte Santo de Minas, 9 de janeiro de 1940), mais conhecido pelo nome artístico Milionário, é um cantor brasileiro de música sertaneja. Conhecido como “O Garganta de Ouro”, sua carreira musical começou em 1970, e ele se destacou pelo tom potente e pelo estilo único de interpretação. A dupla Milionário & José Rico é especialmente lembrada pelo sucesso e pela inovação no gênero sertanejo, com letras que abordam temas como o amor, a vida no campo e as dificuldades do cotidiano.

## Biografia
Milionário fez parte da importante dupla sertaneja Milionário & José Rico. Conheceram-se em 1970, quando os dois se encontraram no Hotel dos Artistas, na cidade de São Paulo. Ao serem apresentados, José Rico disse seu nome a Romeu, pois já tinha o apelido de José Rico, nome esse dado quando criança por um padre da cidade de Terra Rica, no Paraná, onde cantava no coral da igreja. Romeu tinha o nome artístico de Tubarão. Formaram então a dupla Tubarão & José Rico, porém, um dia, ao assistir a uma propaganda do Baú da Felicidade no Programa Silvio Santos, o "Carnê Milionário", Romeu então teve a ideia de alterar o nome de Tubarão para Milionário, dando início então à dupla Milionário & José Rico, no ano de 1973. O cantor Milionário possui uma chácara onde reside, em Mogi Guaçu, e um sítio para pescar em Borborema, ambos no interior do estado de São Paulo

## Carreira
Além de vários discos e DVD's, a dupla Milionário e José Rico atuou no cinema em dois filmes: Na Estrada da Vida, de Nelson Pereira dos Santos, e Sonhei com Você, de Ney Sant'Anna, filho de Nelson.
Em 1991, Milionário se separou de José Rico e, em 1992, formou a dupla Milionário & Mathias, que emplacou o sucesso "Na Segunda Feira à Noite" em todo Brasil.
Em 1993, formou a dupla Milionário & Robertinho, que teve curta duração.
Após a morte de José Rico, o cantor Milionário, em 2016, passou a fazer dupla com Marciano, que até então fazia carreira solo após separar-se de João Mineiro em 1993. A dupla estava junta até o falecimento de Marciano, em 18 de janeiro de 2019, vítima de infarto.
Em 2019, Milionário foi internado no Hospital Beneficência Portuguesa, em São José do Rio Preto, no interior de São Paulo, após reclamar de fortes dores nas pernas. Após dois dias no hospital, ele recebeu alta no dia 31 de outubro.